# Пам'ятники Малої Виски
Стаття є списком пам'ятників і меморіальних дощок районного центру Мала Виска на Кіровоградщині.

## Пам'ятники
| Назва                                                                    | Дата встановлення | Розташування                                              | Фото | Короткі відомості |
| Жертвам Голодомору, пам'ятний хрест                                      |                   | Поруч з міським парком, на мікрорайоні Вись               |      | |
| На честь закладення скверу Незалежності, пам'ятний знак                  | 1999              | У сквері Незалежності                                     |      | Сквер Незалежності було закладено в 1999 році випускниками шкіл міста біля міського парку (навпроти стадіону).                                                |
| Воїнам, загиблим в роки Другої Світової Війни, меморіал, братська могила |                   | На розі вулиць Центральної (колишня Жовтнева) та Велігіна |      | Тут поховано 76 радянських солдат та офіцерів. На плитах під постаментом вказані імена та роки загибелі 34-х радянських воїнів, похованих у братській могилі. |
| Воїнам-афганцям, меморіал                                                |                   | Поблизу ЗОШ № 4                                           |      | На двох плитах обабіч постаменту вказані імена та роки життя 6-ти уродженців Маловисківщини, що загинули в Афганістані.                                       |
| Матері-берегині, пам'ятник                                               | 2011              | У міському парку                                          |      | Станом на 27 липня 2011 року пам'ятник знаходився на стадії спорудження.                                                                                      |

## Меморіальні дошки
| Назва | Дата встановлення | Розташування               | Фото | Короткі відомості |
| Ковтуну Олександру Сергійовичу |                   | На фасаді будинку культури |      | Дошка сповіщає про те, що у 1979 році в приміщенні Будинку культури було відкрито історико-краєзнавчий музей, засновником і першим директором якого був Олександр Сергійович Ковтун (1918—1981) — відомий вчитель і краєзнавець. |
| Тобілевичу Івану Карповичу |                   | На фасаді будинку культури |      | Меморіальна дошка встановлена на честь видатного драматурга і корифея українського театру Івана Карпенка-Карого, який в 1859 році працював писарем канцелярії місцевого пристава у селі Мала Виска.                              |
| На честь звільнення Малої Виски від німецької окупації |                   | На фасаді будинку культури |      | На дошці знаходиться напис: \| 13 березня 1944 року частини 214 Кременчуцько-Олександрійської Червонопрапорної стрілецької дивізії визволили м. Малу Виску від німецько-фашистських загарбників. \|                              |
| 13 березня 1944 року частини 214 Кременчуцько-Олександрійської Червонопрапорної стрілецької дивізії визволили м. Малу Виску від німецько-фашистських загарбників. |                   |                            |      | |

## Колишні пам'ятники
| Назва                                           | Дата встановлення | Дата знесення                             | Розташування                                 | Фото | Короткі відомості                                                                                   |
| Пам'ятник Володимиру Леніну                     |                   | 23 лютого 2014                            | На центральній площі                         |      | Пам'ятник повалено за рішенням народного віче на центральній площі Малої Виски 23 лютого 2014 року. |
| Пам'ятник Володимиру Леніну та Максиму Горькому |                   | Скульптуру демонтовано 4 грудня 2014 року | На подвір'ї школи-інтернату по вул. Велігіна |      | |